# Abdu Rahiman Nagar
Abdu Rahiman Nagar es una ciudad censal situada en el distrito de Malappuram en el estado de Kerala (India). Su población es de 97102 habitantes (2011). Se encuentra a 17 km de Malappuram y a 29 km de Kozhikode

## Demografía
Según el censo de 2011 la población de Abdu Rahiman Nagar era de 41993 habitantes, de los cuales 20220 eran hombres y 21773 eran mujeres. Abdu Rahiman Nagar tiene una tasa media de alfabetización del 93,05%, inferior a la media estatal del 94%. la alfabetización masculina es del 95,87%, y la alfabetización femenina del 90,47%.